# The Best of The Specials
The Best of The Specials es un álbum recopilatorio por la banda británica de ska The Specials, publicada en 2008. La recopilación fue reeditada como un doble LP por Two-Tone Records el 18 de enero de 2019.

## Recepción de la crítica
Stephen Thomas Erlewine, escribiendo para AllMusic, le dio una calificación de 4 estrellas y media sobre 5 y comentó: “The Best of The Specials es, de lejos, la compilación de Specials más generosa jamás reunida”, añadiendo que “aunque su debut sigue siendo incomparable, esta es una buena manera de tener una idea de toda la historia”.

## Lista de canciones
| Disco uno: The Best of The Specials (CD) |                                                 |          |  |
| N.º                                      | Título                                          | Duración |  |
| 1.                                       | «Gangsters»                                     | 2:47     |  |
| 2.                                       | «A Message to You, Rudy»                        | 2:53     |  |
| 3.                                       | «Nite Klub»                                     | 3:23     |  |
| 4.                                       | «Concrete Jungle»                               | 3:19     |  |
| 5.                                       | «Too Much Too Young»                            | 2:05     |  |
| 6.                                       | «Blank Expression»                              | 2:45     |  |
| 7.                                       | «Doesn't Make It Alright»                       | 3:28     |  |
| 8.                                       | «Rude Boys Outta Jail»                          | 2:41     |  |
| 9.                                       | «Rat Race»                                      | 3:10     |  |
| 10.                                      | «Man at C&A»                                    | 3:39     |  |
| 11.                                      | «Do Nothing»                                    | 3:42     |  |
| 12.                                      | «Stereotype»                                    | 7:25     |  |
| 13.                                      | «International Jet Set»                         | 5:39     |  |
| 14.                                      | «Friday Night Saturday Morning»                 | 3:35     |  |
| 15.                                      | «Why?»                                          | 2:57     |  |
| 16.                                      | «Ghost Town»                                    | 6:00     |  |
| 17.                                      | «What I Like Most About You Is Your Girlfriend» | 4:53     |  |
| 18.                                      | «Racist Friend»                                 | 4:04     |  |
| 19.                                      | «War Crimes (The Crime Remains the Same)»       | 4:04     |  |
| 20.                                      | «Nelson Mandela»                                | 4:18     |  |